# Pyrocalymma pyrochroides
Pyrocalymma pyrochroides är en skalbaggsart som beskrevs av Thomson 1864. Pyrocalymma pyrochroides ingår i släktet Pyrocalymma och familjen långhorningar.
Artens utbredningsområde är:
- Myanmar.
- Taiwan.

Inga underarter finns listade i Catalogue of Life.